# 馮文彬

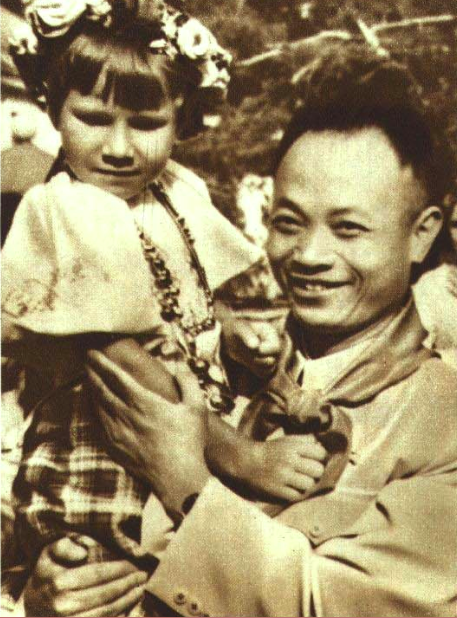
1951年率队参加第三届世界青年与学生和平联欢节的冯文彬

馮文彬（1911年—1997年10月20日），曾名冯锡林、冯汉臣、冯天渊，男，浙江诸暨人，中华人民共和国政治人物，中共第十二、第十三届中央顾问委员会委员；曾任中共中央党校副校长，中央办公厅第一副主任，中央党史研究室副主任等职。

## 生平
冯文彬是浙江諸暨湄池镇湖西村人，家庭出身贫寒，少年时随父在上海當童工。1925年入上海浦东中学夜校学习，并參加了五卅愛國運動；1928年加入中國共產主義青年團，并被選為上海工會聯合會常務委員；不久，又轉為中國共產黨黨員。
1929年11月，冯文彬參加中國工農紅軍，任紅四軍前敵委員會文書；曾随军参加“第二次长沙战役”、“第一次反围剿”和“第五次反围剿”作战；历任红四军军部交通大队政治委员，红一军团总指挥部交通大队政治委员，红一方面军总司令部交通大队政治委员，总前委特务大队政治委员等职。1931年1月，参与红军第一个无线电通信部门的组建工作；当年11月调任共青团苏区中央局巡视员，赴湘赣革命根据地；1932年冬，出任共青团福建省委书记；1934年10月随中央红军长征。到达陕北后，出任红十五军团政治部副主任；并参加了东征战役。
1936年4月，冯文彬被调回延安，出任共青团中央书记，此后长期主持党的青年工作；历任中共中央青年部部长，西北青年救国会主任，中央青年工作委员会副书记、书记。安吴青训班主任，泽东青年干部学校副校长。1949年4月，在北平召开的中国新民主主义青年团第一次全国代表大会上，被选为团中央委员会书记。
中华人民共和国成立后，历任共青团中央书记、书记处书记，中共天津市委常委，中共上海市委工业生产委员会副主任，中共中央党校副教育长、副校长，中共中央办公厅第一副主任，中共中央党史研究室副主任，中共中央党史资料征集委员会主任等职。
1997年10月20日在北京逝世。